# Регіональний центр прав людини
Регіональний центр прав людини — громадська правозахисна організація, заснована 2013 року у м. Севастополь.
Співпрацює з правозахисними групами, неурядовими організаціями, органами влади та міжнародними інституціями з метою забезпечення справедливості, рівності та правопорядку. Є активним учасником міжнародного співробітництва, зокрема у сфері захисту прав людини та свобод в Україні. З 2014 року організація бере активну участь у захисті прав людини під час тимчасової окупації території Криму, а з 2022 року в умовах повномасштабних військових дій в Україні.
Серед іншого експерти центру зібрали докази та надіслали відповідне повідомлення до Міжнародного кримінального суду, що стало підставою для видачі ордера на арешт Володимира Путіна.

## Діяльність
Заснована у 2013 році, в місті Севастополь, групою юристів, як громадська організація під назвою "Регіональний центр прав людини". Метою було забезпечення юридичної допомоги потерпілим від порушень прав людини у регіоні, однак, внаслідок окупації Криму Російською Федерацією у 2014 році, організація змушена була переїхати до Києва. З того часу фокус організації спрямований на розв'язання проблем, пов'язаних з окупацією Криму.
У 2018 році спільно з іншими українськими правозахисними неурядовими організаціями  надіслали до МКС чотири інформаційні повідомлення щодо вчинення державою-окупантом воєнних злочинів: переміщення та видворення осіб, переміщення засуджених, порушення права власності, а також примус громадян України – жителів тимчасово окупованої території до служби в Збройних силах Російської Федерації.
2021 року взяли участь у Atlas Weekend, поширюючи інформацію про порушення прав людини під час тимчасової окупації Криму. 
У 2021 році офіс прокурора Міжнародного кримінального суду отримав повідомлення про злочини проти об’єктів культурної спадщини окупованого Криму від Генпрокурора, спільно з експертами з міжнародного гуманітарного та міжнародного кримінального права із ГО «Регіональний центр прав людини», «Євромайдан-Крим» та Української асоціації міжнародного права. 
З початком масштабного вторгнення Російської Федерації на територію України у лютому 2022, РЦПЛ розпочала документування воєнних злочинів не лише на окупованому Криму, але й на всій території України, де здійснюються бойові дії та вчиняються воєнні злочини. Організація проводить аналітичні дослідження з актуальних питань, пов'язаних з повномасштабною агресією Російської Федерації та всіма порушеннями законів війни. Ці дії мають на меті подальше притягнення винних до відповідальності.
2022 року приєдналися до правозахисної коаліції «Україна 5 ранку», що має на меті  фіксувати та систематизувати воєнні злочини в Україні в умовах збройної агресії Росії.
У березні 2023 року стало відомо про визначальну роль експертів центру у видачі ордерів на арешт Путіна і Львової-Бєлової, збираючи докази воєнних злочинів Росії в умовах збройної агресії проти України та 25 жовтня 2022 року направивши до МКС інформаційне повідомлення щодо відповідальності посадових осіб РФ за насильницьку передачу українських дітей з однієї групи до іншої, що є ознакою геноциду.

## Визнання
2020 року провідний експерт організації Роман Мартиновський отримав Національну правозахисну премію, який працюючи у складі центру, підготував низку звітів для міжнародних організацій і судів для висвітлення незаконного переміщення населення з Криму, депортацій, заміни складу населення окупованого півострова, примусу кримчан до російського громадянства, захисту права власності, утисків за релігійною ознакою та інші. Ці звіти вивчали та заслуховували, зокрема, у Раді Європи, ООН, ОБСЄ, Європейському парламенті та Міжнародному кримінальному суді.